# Fernando Cornejo Miranda
Fernando Nicolás Cornejo Miranda (Rancagua, Región de O'Higgins, Chile, 26 de diciembre de 1995) es un futbolista profesional chileno que juega como volante mixto como también de interior derecho. Actualmente se encuentra en Liga Deportiva Universitaria de la Serie A de Ecuador.

## Trayectoria
Fernando participa en la escuela de fútbol de Cobreloa, que dirigía su padre homónimo Fernando Cornejo. Posteriormente ingresa al equipo de proyección y en 2012 se incorpora formalmente a las divisiones inferiores del cuadro naranja. En su primera temporada, alcanza el subcampeonato en el torneo de Clausura Fútbol Joven Sub-17. El 21 de diciembre de 2012, el jugador firma su primer contrato como profesional en Cobreloa, junto a Vildan Alfaro, Iván Ledezma y Sebastián Romero, compañeros de serie.
Su debut oficial como futbolista llega el domingo 8 de diciembre de 2013. Fernando ingresó a los 83 minutos, en reemplazo de Pablo González, durante el empate entre Cobreloa y Club Universidad de Chile, encuentro disputado en el Estadio Regional Calvo y Bascuñán de Antofagasta y válido por la 17.ª fecha del Torneo de Apertura 2013 de Primera división. El joven utilizó la camiseta número 34.
En 2014, Cobreloa le entrega a Cornejo el dorsal número 8, el mismo que vestía su padre cuando era jugador del club y que fue retirado después de su muerte en 2009. Esa temporada quedó marcada por el primer título oficial en la carrera de Fernando. El 30 de julio de 2014, Cobreloa se consagra campeón del Torneo de Apertura Fútbol Joven Sub-19, luego de derrotar en la final a Universidad de Chile. El mediocampista fue capitán del equipo que dirigía César Bravo, excompañero de Fernando Cornejo Jiménez.
El 27 de septiembre, Fernando Cornejo anota su primer gol como profesional, en la visita de Cobreloa a San Marcos de Arica por la 9.ª fecha del Torneo de Apertura. La anotación permitió que el equipo loíno rompiera una racha de siete fechas sin triunfos y le diera la primera victoria a su nuevo entrenador, Fernando Vergara.

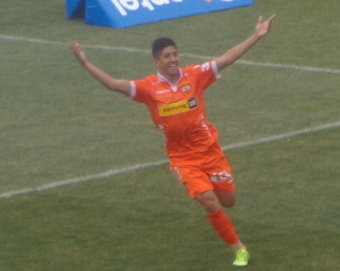
Fernando Cornejo celebrando un gol anotado ante Deportes Concepción en el año 2015, por la primera B de Chile de ese año.

Luego de hacer uso de su cláusula de salida, ficha por el Audax Italiano de la Primera División de Chile.
El 6 de julio de 2024, Liga Deportiva Universitaria de la Serie A de Ecuador anuncia su fichaje hasta junio de 2027.

## Selección nacional
Fue nominado a una preselección para la selección de fútbol sub-20 de Chile.

## Estadísticas

### Clubes
| Club                                   | Div.          | Temporada     | Liga  | Liga  | Liga   | Copas nacionales | Copas nacionales | Copas nacionales | Torneos internacionales | Torneos internacionales | Torneos internacionales | Total | Total | Total  |
| Club                                   | Div.          | Temporada     | Part. | Goles | Asist. | Part.            | Goles            | Asist.           | Part.                   | Goles                   | Asist.                  | Part. | Goles | Asist. |
| -------------------------------------- | ------------- | ------------- | ----- | ----- | ------ | ---------------- | ---------------- | ---------------- | ----------------------- | ----------------------- | ----------------------- | ----- | ----- | ------ |
| Cobreloa · Chile                       | 1.ª           | 2013-14       | 3     | 0     | 0      | —                | —                | —                | —                       | —                       | —                       | 3     | 0     | 0      |
| Cobreloa · Chile                       | 1.ª           | 2014-15       | 24    | 1     | 2      | 5                | 0                | 1                | —                       | —                       | —                       | 29    | 1     | 3      |
| Cobreloa · Chile                       | 2.ª           | 2015-16       | 23    | 1     | 1      | 8                | 0                | 0                | —                       | —                       | —                       | 31    | 1     | 1      |
| Cobreloa · Chile                       | 2.ª           | 2016-17       | 20    | 0     | 2      | 6                | 2                | 1                | —                       | —                       | —                       | 26    | 2     | 3      |
| Cobreloa · Chile                       | Total club    | Total club    | 70    | 2     | 5      | 19               | 2                | 2                | 0                       | 0                       | 0                       | 89    | 4     | 7      |
| Audax Italiano · Chile                 | 1.ª           | 2017          | 10    | 1     | 1      | 3                | 0                | 0                | —                       | —                       | —                       | 13    | 1     | 1      |
| Audax Italiano · Chile                 | 1.ª           | 2018          | 12    | 1     | 2      | 1                | 0                | 0                | 1                       | 0                       | 0                       | 14    | 1     | 2      |
| Coquimbo Unido · Chile                 | 1.ª           | 2019          | 23    | 2     | 0      | 2                | 0                | 0                | —                       | —                       | —                       | 25    | 2     | 0      |
| Coquimbo Unido · Chile                 | Total club    | Total club    | 23    | 2     | 0      | 2                | 0                | 0                | 0                       | 0                       | 0                       | 25    | 2     | 0      |
| Universidad de Chile · Chile           | 1.ª           | 2020          | 20    | 0     | 0      | 1                | 0                | 0                | 2                       | 0                       | 0                       | 23    | 0     | 0      |
| Universidad de Chile · Chile           | Total club    | Total club    | 20    | 0     | 0      | 1                | 0                | 0                | 2                       | 0                       | 0                       | 23    | 0     | 0      |
| Audax Italiano · Chile                 | 1.ª           | 2021          | 30    | 2     | 3      | 1                | 0                | 0                | —                       | —                       | —                       | 31    | 2     | 3      |
| Audax Italiano · Chile                 | 1.ª           | 2022          | 21    | 5     | 3      | 2                | 0                | 0                | 1                       | 0                       | 0                       | 24    | 5     | 3      |
| Audax Italiano · Chile                 | Total club    | Total club    | 73    | 9     | 9      | 7                | 0                | 0                | 2                       | 0                       | 0                       | 82    | 9     | 9      |
| Palestino · Chile                      | 1.ª           | 2023          | 28    | 5     | 2      | 3                | 1                | 0                | 7                       | 0                       | 1                       | 38    | 6     | 3      |
| Palestino · Chile                      | 1.ª           | 2024          | 14    | 0     | 1      | 2                | 1                | 0                | 9                       | 1                       | 1                       | 25    | 2     | 2      |
| Palestino · Chile                      | Total club    | Total club    | 42    | 5     | 3      | 5                | 2                | 0                | 16                      | 1                       | 2                       | 63    | 8     | 5      |
| Liga Deportiva Universitaria · Ecuador | 1.ª           | 2024          | 17    | 3     | 0      | 3                | 0                | 0                | 4                       | 0                       | 0                       | 24    | 3     | 0      |
| Liga Deportiva Universitaria · Ecuador | 1.ª           | 2025          | 23    | 3     | 2      | 2                | 0                | 0                | 6                       | 0                       | 0                       | 31    | 3     | 2      |
| Liga Deportiva Universitaria · Ecuador | Total club    | Total club    | 40    | 6     | 2      | 5                | 0                | 0                | 10                      | 0                       | 0                       | 55    | 6     | 2      |
| Total carrera                          | Total carrera | Total carrera | 268   | 24    | 19     | 39               | 4                | 2                | 30                      | 1                       | 2                       | 337   | 29    | 23     |
| 1. 2. 3.                               |               |               |       |       |        |                  |                  |                  |                         |                         |                         |       |       |        |

## Palmarés

### Campeonatos nacionales
| Título               | Club                         | Año  |
| -------------------- | ---------------------------- | ---- |
| Serie A de Ecuador   | Liga Deportiva Universitaria | 2024 |
| Supercopa de Ecuador | Liga Deportiva Universitaria | 2025 |